# Evolvulus tomentosus
Evolvulus tomentosus är en vindeväxtart som först beskrevs av Carl Daniel Friedrich Meisner, och fick sitt nu gällande namn av V. Ooststr. Evolvulus tomentosus ingår i släktet Evolvulus och familjen vindeväxter. Inga underarter finns listade i Catalogue of Life.